# Laghetto di Cava alto
Il laghetto di Cava alto è un piccolo lago alpino situato nella valle Pontirone, nel comune di Biasca nelle Alpi Lepontine.
Fa parte di un gruppo di due laghetti (l'altro è il laghetto di Cava basso), è il più piccolo dei due.

## Morfologia
Il lago è contenuta tra morene di fondo e detriti di pendio.

## Fauna

### Pesci
Vengono regolarmente immessi estivali di trota iridea.
I salmerini di fonte sono soggetti a nanismo e si riproducono spontaneamente.